# Daniel Burbank

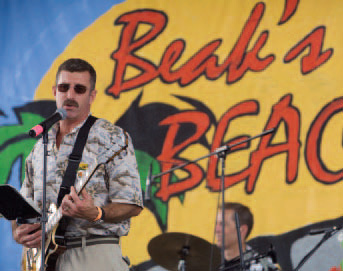
Daniel Burbank i James Wetherbee podczas występu grupy Max Q, 2004

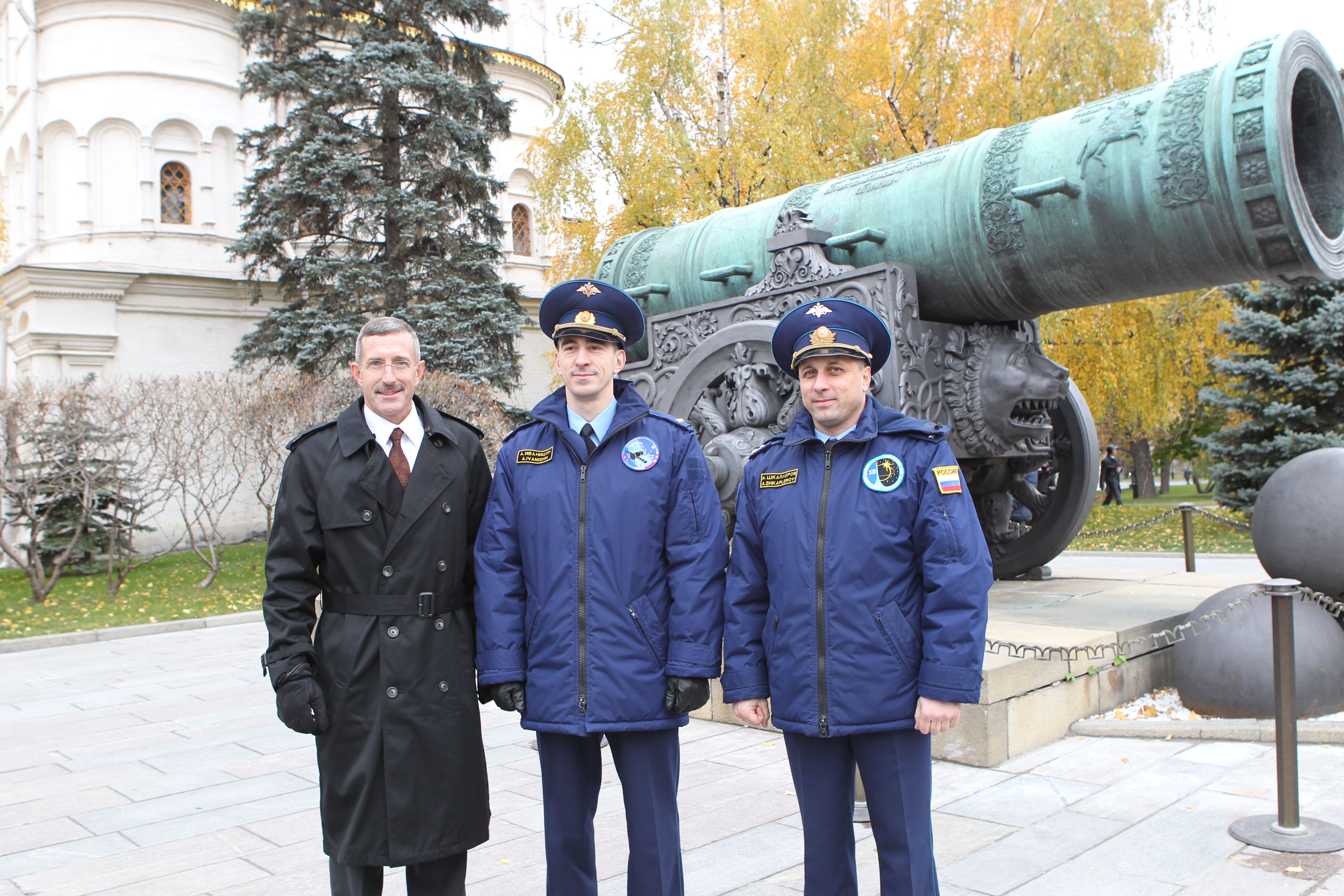
Załoga Sojuza TMA-22 na tle Car puszki, Kreml 2011. Od lewej: Daniel Burbank, Anatolij Iwaniszyn i Anton Szkaplerow

Daniel Christopher Burbank (ur. 27 lipca 1961 w Manchesterze w stanie Connecticut) – amerykański astronauta, pilot wojskowy, inżynier, komandor United States Coast Guard.

## Wykształcenie i praca zawodowa
- 1979 – ukończył szkołę średnią (Tolland High School) w Tolland w stanie Connecticut.
- 1985 – został absolwentem Akademii Straży Wybrzeża Stanów Zjednoczonych (United States Coast Guard Academy), zdobywając licencjat z elektrotechniki. W maju 1985 otrzymał przydział na 115-metrowy kuter „Gallatin”.
- 1987–1988 – przeszedł szkolenie lotnicze w bazie Pensacola na Florydzie. Później był dowódcą śmigłowca HH-3F Pelikan oraz dowódcą i instruktorem pilotażu śmigłowca HH-60J Jayhawk w bazie lotniczej Straży Wybrzeża Elizabeth City w Karolinie Północnej.
- 1990 – uzyskał tytuł magistra nauk lotniczych na Uniwersytecie Aeronautycznym Embry-Riddle (Embry-Riddle Aeronautical University).
- Czerwiec 1992 – został skierowany do bazy lotniczej Cape Cod w stanie Massachusetts, gdzie służył jako dowódca śmigłowca HH -60J oraz pilot-instruktor.
- Maj 1995 – został przeniesiony na Alaskę do bazy Station Sitka. Tam również był dowódcą śmigłowca HH-60J oraz pełnił funkcję oficera-inżyniera lotniczego.

Burbank wylatał na śmigłowcach (głównie Straży Wybrzeża) ponad 3500 godzin, z czego ponad 1800 w 300 misjach poszukiwawczych i ratunkowych.

## Kariera astronauty
- 1991 – po raz pierwszy podjął starania, żeby zostać astronautą. W 1992 znalazł się w jednym z zespołów finałowych podczas naboru do 14. grupy astronautów NASA, ale ostatecznie nie został do niej zakwalifikowany.
- 1994 – ponownie stanął w szranki eliminacji podczas naboru do 15. grupy astronautów NASA. Ponownie znalazł się w składzie zespołu finalistów, ale i tym razem nie dostał powołania.
- 1 maja 1996 – trzecia próba kwalifikacyjna została uwieńczona powodzeniem i został członkiem 16. grupy astronautów NASA.
- 1998 – zakończył dwuletnie szkolenie podstawowe i uzyskał kwalifikacje specjalisty misji. Później pracował w Biurze Astronautów NASA w dziale planowania (Operations Planning Branch). Zajmował się zadaniami związanymi z Międzynarodowa Stacją Kosmiczną (ISS) oraz pełnił funkcję tzw. CapCom – operatora łączności z załogami wahadłowców i stałymi załogami stacji. Był też członkiem zespołu, który zajmował się ulepszaniem kokpitu wahadłowca.
- Luty 2000 – znalazł się w składzie załogi lotu STS-106 jako trzeci specjalista misji (MS-3).
- 8–20 września 2000 – na pokładzie wahadłowca Atlantis uczestniczył w locie STS-106.
- 27 lutego 2002 – został mianowany specjalistą misji w załodze wyprawy STS-115. Start wahadłowca był zaplanowany na wiosnę 2003. Po katastrofie promu Columbia plan lotów został jednak gruntownie zmieniony i misję wielokrotnie przesuwano.
- 9–21 września 2006 – na pokładzie wahadłowca Atlantis uczestniczył w misji STS-115.
- Styczeń 2007 – opuścił szeregi czynnych astronautów.
- Styczeń 2009 – odzyskał status aktywnego astronauty.

### Misja STS-106 (Atlantis F-22)
8 września 2000 wystartował w kosmos na pokładzie wahadłowca Atlantis. Pełnił funkcję trzeciego specjalisty misji (MS-3). Dowódcą wyprawy był Terrence Wilcutt, a pilotem – Scott Altman. W skład załogi wchodzili również: Edward Lu (MS-1), Richard Mastracchio (MS-2), Jurij Malenczenko (MS-4) i Borys Morukow (MS-5). Głównym zadaniem misji było dostarczenie na pokład Międzynarodowej Stacji Kosmicznej wyposażenia i zapasów niezbędnych do przyjęcia pierwszej stałej załogi stacji oraz przegląd nowego modułu Zwiezda. 10 września wahadłowiec połączył się ze stacją i astronauci przeszli na jej pokład. Następnego dnia Edward Lu i Jurij Malenczenko przez ponad sześć godzin pracowali w otwartym kosmosie. W tym czasie astronauci m.in. rozwinęli pomiędzy modułami Zwiezda i Zarja zestawy kabli energetycznych, systemu sterowania bateriami słonecznymi oraz systemu telewizji wewnętrznej. Ponadto zainstalowali na powierzchni modułu Zwiezda dwumetrowy wysięgnik, na którym umieścili magnetometr wchodzący w skład systemu orientacji. Załoga dokonała również rozładunku wyposażenia (blisko 3 tony) dostarczonego za pomocą statku towarowego Progress M1-3 oraz wymieniła część wadliwych akumulatorów paneli słonecznych i zainstalowała nowe w obu modułach stacji. Przed odcumowaniem od Międzynarodowej Stacji Kosmicznej Progress został zapełniony zużytymi elementami i odpadkami. W module Zwiezda zainstalowano oraz uruchomiono łazienkę, toaletę, kuchnię, bieżnię i komputer. Załoga przeprowadziła także pełną kontrolę wszystkich systemów pokładowych stacji. Podczas misji kilkakrotnie zwiększano wysokość orbity kompleksu – w sumie o ponad 22 km.
18 września 2000 wahadłowiec Atlantis odłączył się od ISS. Po dwóch dniach samodzielnego lotu, 20 września pomyślnie wylądował na pasie Centrum Kosmicznego im. Johna F. Kennedy'ego.

## Odznaczenia
- Defense Superior Service Medal – dwukrotnie
- Legion of Merit
- Air Medal
- Coast Guard Commendation Medal – dwukrotnie
- Coast Guard Achievement Medal
- National Defense Service Medal – trzykrotnie
- Humanitarian Service Medal
- NASA Exceptional Service Medal
- NASA Space Flight Medal – czterokrotnie
- Universal Astronaut Insignia za lot orbitalny (nr 395) – Stowarzyszenie Uczestników Lotów Kosmicznych (Association of Space Explorers(inne języki))[1]

## Wykaz lotów
| Loty kosmiczne, w których uczestniczył Daniel C. Burbank     | Loty kosmiczne, w których uczestniczył Daniel C. Burbank | Loty kosmiczne, w których uczestniczył Daniel C. Burbank | Loty kosmiczne, w których uczestniczył Daniel C. Burbank                               | Loty kosmiczne, w których uczestniczył Daniel C. Burbank | Loty kosmiczne, w których uczestniczył Daniel C. Burbank | Loty kosmiczne, w których uczestniczył Daniel C. Burbank |
| Nr                                                           | Data startu                                              | Data lądowania                                           | Statek kosmiczny                                                                       | Funkcja                                                  | Czas trwania                                             |                                                          |
| ------------------------------------------------------------ | -------------------------------------------------------- | -------------------------------------------------------- | -------------------------------------------------------------------------------------- | -------------------------------------------------------- | -------------------------------------------------------- | -------------------------------------------------------- |
| 1                                                            | 8 września 2000                                          | 20 września 2000                                         | STS-106 Atlantis F-22                                                                  | Specjalista misji (MS-3)                                 | 11 dni 19 godzin 11 minut i 2 sekundy                    |                                                          |
| 2                                                            | 9 września 2006                                          | 21 września 2006                                         | STS-115 Atlantis F-27                                                                  | Specjalista misji (MS-2)                                 | 11 dni 19 godzin 6 minut i 35 sekund                     |                                                          |
| 3                                                            | 14 listopada 2011                                        | 27 kwietnia 2012                                         | Sojuz TMA-22 Międzynarodowa Stacja Kosmiczna (ISS) – Ekspedycja 29 ISS – Ekspedycja 30 | Inżynier pokładowy Dowódca misji                         | 165 dni 7 godzin 31 minut                                |                                                          |
| Łączny czas spędzony w kosmosie — 188 dni 21 godzin 49 minut |                                                          |                                                          |                                                                                        |                                                          |                                                          |                                                          |